# Énergie en Colombie
Le secteur de l'énergie en Colombie est dominé par les combustibles fossiles : le charbon (39,1 % de la production d'énergie primaire du pays en 2021), dont la production est presque entièrement exportée, le pétrole (40,5 % de la production et 45,5 % de la consommation d'énergie primaire), et le gaz naturel (9,7 % de la production et 22,4 % de la consommation d'énergie primaire) ; la Colombie était en 2023 le 10e producteur et le 7e exportateur mondial de charbon avec 4,5 % des exportations mondiales. Les combustibles fossiles (pétrole et charbon) représentaient 49 % du montant des exportations colombiennes en 2016.
L'électricité représentait 19,2 % de la consommation finale d'énergie en 2021 ; elle est produite en 2023 à 68,5 % par les énergies renouvelables (75 % en 2022), en particulier par les centrales hydroélectriques (63,7 %) ; les 25 % tirés des combustibles fossiles en 2022 se répartissent en 16,3 % de gaz naturel, 5,4 % de charbon et 3,3 % de pétrole.
La consommation d'énergie primaire par habitant en Colombie en 2022 se situe à 56 % au-dessous de la moyenne mondiale et 38 % au-dessous de celle de l'Amérique latine. Ses émissions de CO2 dues à la combustion par habitant étaient en 2023 inférieures de 66 % à la moyenne mondiale et de 77 % à celle des Amériques.

## Vue d'ensemble
| Principaux indicateurs de l'énergie en Colombie                                                                                                | Principaux indicateurs de l'énergie en Colombie | Principaux indicateurs de l'énergie en Colombie | Principaux indicateurs de l'énergie en Colombie | Principaux indicateurs de l'énergie en Colombie | Principaux indicateurs de l'énergie en Colombie | Principaux indicateurs de l'énergie en Colombie |
| --- | ----------------------------------------------- | ----------------------------------------------- | ----------------------------------------------- | ----------------------------------------------- | ----------------------------------------------- | ----------------------------------------------- |
| | Population                                      | Consom. énergie primaire                        | Production                                      | Exportation nette                               | Consom. élect.*                                 | Émissions GHG**                                 |
| Année | Million                                         | PJ                                              | PJ                                              | PJ                                              | TWh                                             | Mt CO2éq                                        |
| 1990 | 34,3                                            | 1 022                                           | 2 050                                           | 910                                             | 28,9                                            | 49,3                                            |
| 2000 | 39,21                                           | 1 083                                           | 3 088                                           | 1 999                                           | 33,5                                            | 56,6                                            |
| 2010 | 44,82                                           | 1 286                                           | 4 568                                           | 3 134                                           | 50,7                                            | 59,6                                            |
| 2015 | 47,12                                           | 1 712                                           | 5 523                                           | 3 695                                           | 71,1                                            | 77,7                                            |
| 2016 | 47,63                                           | 1 777                                           | 5 371                                           | 3 623                                           | 70,1                                            | 80,3                                            |
| 2017 | 48,35                                           | 1 701                                           | 5 335                                           | 4 308                                           | 73,8                                            | 72,3                                            |
| 2018 | 49,28                                           | 1 639                                           | 5 174                                           | 3 806                                           | 71,9                                            | 76,0                                            |
| 2019 | 50,19                                           | 1 792                                           | 5 267                                           | 3 350                                           | 75,0                                            | 75,2                                            |
| 2020 | 50,93                                           | 1 678                                           | 4 024                                           | 3 282                                           | 74,4                                            | 73,5                                            |
| 2021 | 51,52                                           | 1 775                                           | 4 106                                           | 2 681                                           | 79,6                                            | 79,8                                            |
| variation 1990-2021 | +50 %                                           | +74 %                                           | +100 %                                          | +195 %                                          | +175 %                                          | +62 %                                           |
| * consommation brute d'électricité = production+importations-exportations-pertes en ligne ** émissions de gaz à effet de serre par combustion. |                                                 |                                                 |                                                 |                                                 |                                                 |                                                 |

## Historique
Le premier tournant historique dans l'établissement du système électrique fut la loi 113 de 1928, qui déclara d'intérêt public l'exploitation de l'énergie hydroélectrique. Le système fonctionnait de manière décentralisée, les compagnies d'État verticalement intégrées maintenant un monopole dans leurs régions respectives. Seule une compagnie publique, ISA (Interconexión Eléctrica S.A.) assurait les échanges d'électricité entre les différents systèmes régionaux.

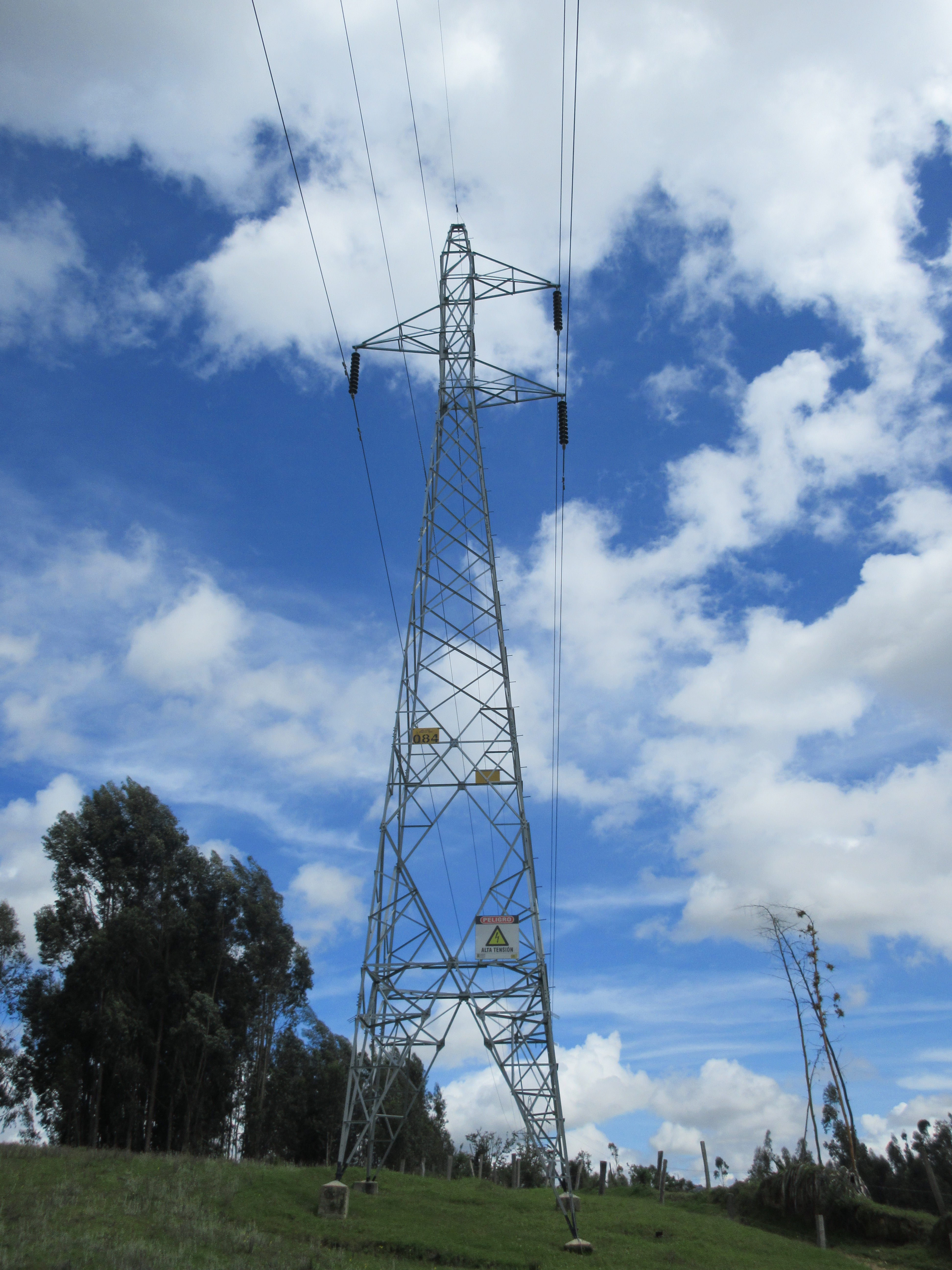
Pylône de transport électrique 115 kV Paipa - Tunja

Durant la décennie 1980, le secteur électrique colombien, comme dans les autres pays latino-américains, traversa une crise causée par les tarifs subventionnés, l'influence politique dans les compagnies d'État et les retards et dépassements de devis des grands projets de production.
Au début de la décennie 1990, le gouvernement entreprit la modernisation du secteur électrique, l'ouvrant à la participation du privé. La restructuration fut menée à bien par les lois 142 (Loi des Services Publics) et 143 (Loi de l'Électricité) de 1994, qui définirent le cadre réglementaire du développement d'un marché concurrentiel. Le nouveau système, conçu par la CREG (Commission de Réglementation du Gaz et de l'Énergie), fut mis en place à partir de juillet 1995 : ouverture du marché de gros de l'énergie et de la Bourse de l'énergie.
La Colombie s'est fixé un agenda ambitieux de réforme du secteur énergétique : promouvoir les investissements étrangers, en particulier dans les hydrocarbures et le développement de la capacité de production énergétique ; simplifier les formalités pour les projets énergétiques de petite taille ; renouveler l'intérêt pour les technologies d'énergies renouvelables non traditionnelles avec un cadre réglementaire qui facilite un changement graduel du bilan énergétique.
En 2001 fut promulguée la Loi 697 promouvant l'usage efficient et rationnel de l'énergie et les énergies alternatives, complétée par le Décret 3683 publié en 2003. La loi et le décret traitent d'aspects importants comme la stimulation de l'éducation et de la recherche sur les sources d'énergies renouvelables. Cependant, cette loi laisse de côté des points fondamentaux pour obtenir un développement significatif des EnR, tels qu'un système de soutien réglementaire pour favoriser l'investissement, la définition de politiques de promotion des EnR, ou l'établissement d'objectifs quantifiés de pourcentage d'EnR.

## Production d'énergie primaire
La Colombie a produit 4 106 PJ (Pétajoules) d'énergies primaires en 2021, soit 231 % de ses besoins ; 72 % de la production est exportée. Cette production, en progression de 100 % par rapport à 1990, se répartit en 89,3 % de combustibles fossiles (pétrole : 40,5 %, charbon : 39,1 %, gaz naturel : 9,7 %) et 10,7 % d'énergies renouvelables (5,4 % de biomasse, 5,3 % d'hydroélectricité et 0,03 % d'éolien et solaire). Depuis 1990, la production de combustibles fossiles a progressé de 113 % (pétrole : +72 %, charbon : +161 %, gaz naturel : +181 %) et celle des énergies renouvelables de 34 % (biomasse : -4 %, hydroélectricité : +121 %).

### Pétrole

La Colombie est largement exportatrice de pétrole.

#### Réserves de pétrole
Les réserves prouvées de pétrole de la Colombie étaient estimées par l'Agence fédérale allemande pour les sciences de la terre et les matières premières (BGR) à 278 Mt (millions de tonnes) fin 2022, soit 0,1 % des réserves mondiales.  Elles représentent sept années de production au rythme de 2022 (39,7 Mt). BGR estime les ressources ultimes supplémentaires à 1 790 Mt, soit 0,4 % du total mondial.
La Colombie avait, selon le Oil and Gas Journal, environ 2 milliards de barils de réserves prouvées de pétrole en 2012, contre 1,9 en 2011 ; cette augmentation résultait de l'exploration de plusieurs blocs attribués lors du précédent appel d'offres en 2010. La production pétrolière colombienne est surtout localisée sur les contreforts des Andes et dans la jungle amazonienne ; le département de Meta au centre du pays est aussi une zone de production importante de pétrole lourd ; son bassin de Llanos contient le champ de Rubiales, le plus productif du pays.
Le Ministère des Mines et de l'Énergie est responsable de l'élaboration des politiques et de la supervision ; les réserves d'hydrocarbures appartiennent à l'État, qui exerce son contrôle à travers les compagnies nationales Ecopetrol et Ecogas ; Ecopetrol produit 60 % du pétrole colombien. Le gouvernement colombien a pris des mesures visant à améliorer l'attractivité du pays pour les compagnies pétrolières étrangères : elles peuvent posséder jusqu'à 100 % dans les projets pétroliers et concurrencer Ecopetrol ; les taux des royalties ont été abaissés et rendus dégressifs, et les durées des licences d'exploration ont été allongées ; le gouvernement envisage de vendre des parts d'Ecopetrol à des investisseurs privés, réduisant sa part à 80 % ; ces réformes ont suscité un regain d'intérêt pour l'exploration pétrolière en Colombie ; selon la Banque centrale colombienne, le secteur pétrolier a reçu 2,86 Mds $ d'investissements étrangers directs en 2010. L'Agence Nationale des Hydrocarbures a lancé un appel d'offres en juin 2010, attribuant 76 licences ; un deuxième appel d'offres a été ouvert en février 2012, centré sur les ressources en gaz non conventionnel, dont 1/3 en gaz de schiste et en gaz de houille, ainsi que sur 13 blocs en offshore profond ; le gouvernement a décrété fin 2011 un abattement de 40 % sur les royalties pour le gaz non conventionnel.

#### Production de pétrole
En 2023, la Colombie a produit 777 kb/j (milliers de barils par jour) de pétrole brut, soit 40,9 Mt (millions de tonnes), en hausse de 3,0 % en 2023, mais en net déclin depuis dix ans : -23 % par rapport à 2013 après une progression de 89 % entre 2007 et 2013. Elle ne représente plus que 0,9 % de la production mondiale.
La production de pétrole atteignait 1 662 PJ en 2021, dont 1 262 PJ (75,9 %) exportés ; les importations de produits pétroliers sont légèrement supérieures aux exportations : 242 PJ contre 221 PJ.
La Colombie a produit 923 000 barils par jour de pétrole brut en 2011, en progression de 35 % par rapport aux 595 kbbl/j de 2008 ; le Ministère des Mines et de l'Énergie prévoit 1 Mb/j fin 2012 et 1,5 Mb/j en 2020. Le pays ne consomme que 298 kbbl/j en 2011 et exporte donc les 2/3 de sa production. Avant 2008, la production plafonnait, après une période de déclin initiée en 1999, année où elle avait atteint un pic de 830 kbbl/j ; ce déclin provenait de l'épuisement des gisements existants et du manque de succès de l'exploration, mais depuis 2008, les réformes et l'amélioration de la sécurité ont amené des investissements étrangers ; le nombre et la gravité des attaques de guérillas contre les pipelines et autres infrastructures ont décliné, bien que 84 attaques aient été dénombrées en 2011 contre 31 en 2010, mais sans effet sur les exportations ; au début des années 2000, c'est par centaines que se comptaient ces attaques.
La Colombie fut brièvement perçue comme un eldorado pétrolier. L'exploration commença tardivement (années 1960) du fait des difficiles conditions d'accès. Les découvertes furent massives dans les années 1980, en particulier le complexe Cupiagua/Cusiana dans le département de Casanare, ainsi que le champ pétrolifère de Caño Limón, dans le département d'Arauca près de la frontière avec le Venezuela, permettant au cours de la décennie suivante une envolée de la production, qui atteignit un pic à 830 kbbl/j en 1999. De plus, il s'agit de pétrole de haute qualité, contrairement à celui de la plupart des pays d'Amérique latine.
Cependant, la situation s'est vite dégradée. La production de Cupiagua/Cusiana n'a jamais atteint l'objectif fixé de 500 kbbl/j, elle a atteint son pic à 434 kbbl/j en 1999 et n'est plus que 130 kbbl/j en 2011. Les réserves ultimes de ces gisements avaient été fortement surévaluées.
De plus, les nouvelles découvertes dans le reste du pays se sont avérées incapables de remplacer la baisse de production des grands gisements. La production est tombée à 526 kbbl/j, et les réserves prouvées à 1,5 Gbbl, avant le redémarrage de 2008.
Les principaux gisements sont :
- le champ pétrolifère de Rubiales dans le département de Meta, exploité par Pacific Rubiales et Ecopetrol, est le plus productif : 124 kbbl/j en 2010 contre 37 kbbl/j en 2008[U 3].
- le Champ pétrolifère de Cupiagua, découvert en 1992, situé dans le département de Casanare ; avec le champ voisin de Cusiana, il constitue la plus importante réserve d'hydrocarbures de Colombie ; propriété conjointe de la compagnie colombienne Ecopetrol et des compagnies anglaise BP et française Total.
- le Champ pétrolifère de Cusiana, découvert en 1988 par Total ; la production du complexe Cusiana/Cupiagua a connu un comeback à 100 kbbl/j après des années de déclin à moins de 50 kbbl/j[U 3].
- le Champ pétrolifère de Caño Limón dans le département d'Arauca, découvert en juillet 1983 par la compagnie pétrolière américaine Occidental Petroleum ; il est propriété conjointe de la compagnie colombienne Ecopetrol et de la compagnie américaine Occidental Petroleum.
- le Champ pétrolifère des Capachos, découvert en 2002, exploité par Repsol YPF, Total et Ecopetrol.
- Champ pétrolifère d'Apiay, découvert en 1981 par la compagnie pétrolière colombienne Ecopetrol.
- le Champ pétrolifère de La Hocha, découvert en 2002 dans le département d'Huila, dans le bassin supérieur du río Magdalena ; il est exploité par Hocol, un consortium colombo-saoudien.
- le Champ pétrolifère de Niscota, dans le département d'Huila, dans le bassin supérieur du río Magdalena, propriété à parts égales d'Ecopetrol et BP.

#### Consommation de pétrole
En 2023, la Colombie a consommé 484 kb/j (milliers de barils par jour) de pétrole, soit 0,98 EJ (exajoules), en hausse de 1,6 % en 2023 et de 44 % depuis 2013. Elle représente 0,5 % de la consommation mondiale. Sa consommation représente 62 % de sa production.

#### Raffinage
Les cinq raffineries colombiennes, toutes propriété d'Ecopetrol, ont produit 844 PJ de produits pétroliers en 2021, dont 221 PJ ont été exportés et 43 PJ consommés par les transports internationaux (soutes) ; avec les 242 PJ importés, la consommation intérieure de produits pétroliers a été de 806 PJ, dont 17 PJ pour la production d'électricité, 31 PJ pour la consommation propre de l'industrie énergétique et 640 PJ de consommation finale (73 % pour le secteur des transports, 8 % pour l'industrie, 3,5 % pour le secteur résidentiel et 6,5 % d'usages non énergétiques (chimie).

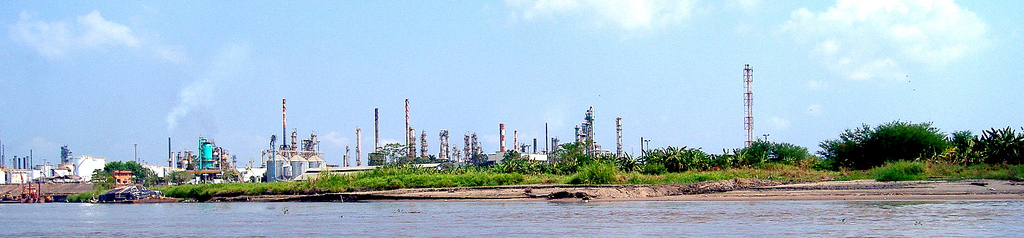
Raffinerie de Barrancabermeja, la plus grande de Colombie.

Les deux principales raffineries de Colombie sont :
- la Raffinerie de Barrancabermeja, construite en 1922 dans le département de Santander, au bord du río Magdalena, appartenant à l'entreprise publique Ecopetrol ; avec une capacité de 205 000 barils par jour, elle fournit 75 % du carburant et 70 % des produits pétrochimiques produits en Colombie ; une extension de cette raffinerie est prévue : elle atteindra la capacité de 300 000 barils par jour en 2016.
- la Raffinerie de Carthagène des Indes, inaugurée en 1957 par la compagnie Intercol à Carthagène des Indes, sur la côte caribéenne, puis rachetée par Ecopetrol en 1974 ; sa capacité de raffinage de 75 000 barils par jour a été portée à 220 000 barils par jour en avril 2012[U 4].

### Gaz

Situation de gaz naturel en Colombie

#### Réserves de gaz naturel
Les réserves prouvées de gaz naturel de la Colombie étaient estimées par BGR à 90 Gm3 (milliards de m³) fin 2022, soit 0,04 % du total mondial, et les ressources ultimes supplémentaires à 2 307 Gm3, soit 0,4 % du total mondial. Les réserves prouvées représentaient neuf années de production au rythme de 2022 (9,9 Gm3).
Selon le Oil and Gas Journal (OGJ), la Colombie avait 4,7 Tcf (térapieds cubes - 133 milliards de m3 de réserves prouvées de gaz naturel en 2012, contre 4 Tcf en 2011. La majeure partie de ces réserves sont situées dans le bassin de Llanos, bien que la production soit en majorité dans le bassin de Guajira.
La compagnie charbonnière américaine Drummond Company a établi que les mines de charbon colombiennes pourraient contenir jusqu'à 2,2 Tcf (62 milliards de m3) de gaz de houille ; elle a signé des contrats avec Ecopetrol pour extraire le gaz de houille des mines de La Loma et El Descanso ; ces nouvelles ressources pourraient augmenter fortement les réserves de gaz naturel du pays.
Le 3 mai 2017, dans le cadre de l'exploration systématique au large des côtes colombiennes de la mer des Caraïbes, le gouvernement colombien annonce la découverte d'un important gisement de gaz au large de la côte du département de Córdoba. Ce nouveau gisement permet à la Colombie d'étendre son autosuffisance gazière de plusieurs années, le total des réserves prouvées colombiennes se montant à 4,4 Tcf (térapieds cubes - 125 milliards de m3), garantissant son approvisionnement jusqu'en 2027.

#### Production de gaz naturel
En 2023, la Colombie a produit 12,1 Gm3 (milliards de m³) de gaz naturel, soit 0,43 EJ (exajoules), soit 0,3 % de la production mondiale, en baisse de 3 % en 2023 et de 10 % depuis 2013.
La Colombie a produit 398 milliards de pieds cubes (11,27 milliards de m3) de gaz naturel sec en 2010 et en a consommé 321 (9,1 milliards de m3) ; 57 % de la production brute de gaz naturel (1 124 milliards de pieds cubes) a été réinjecté dans les gisements pour accroître le taux de récupération du pétrole. La production dépasse la consommation depuis 2007, permettant l'exportation. Chevron est le principal producteur de gaz en Colombie, avec une production brute de 642 Mcf (18,2 Mm3) par jour, fournissant 65 % des besoins du pays ; la compagnie exploite, en partenariat avec Ecopetrol, le champ offshore Caribbean Chuchupa, dans le bassin de Guajira, principal gisement de gaz naturel non associé du pays ; elle exploite également les champs offshore voisins de Ballena et Riohacha ; les deux plus grands champs gaziers du pays, ceux de Cupiaga et Cusiana dans le bassin de Llanos au centre du pays, ont été rachetés en 2010 à BP par Ecopetrol et Talisman Energy ; la quasi-totalité de leur production est ré-injectée. Le gouvernement a publié par décret en 2011 un plan de développement de la production de gaz naturel, y compris depuis des champs non conventionnels ; la demande croissante, en particulier du secteur électrique soucieux de se préserver des pénuries hydroélectriques liées aux variations climatiques, a fait du développement du gaz une priorité.

#### Consommation de gaz naturel
En 2023, la Colombie a consommé 13,1 Gm3 de gaz naturel, soit 0,47 EJ (exajoules), soit 0,3 % de la consommation mondiale, en hausse de 3,7 % en 2023 et de 24 % de 2013 à 2023. Sa consommation est supérieure de 8 % à sa production.

#### Réseau de gazoducs
La Colombie dispose de 2 000 km de gazoducs, dont la plupart sont exploités par Ecogas (Empresa Colombiana de Gas) ; les trois principaux tronçons sont :
- Ballena-Barrancabermeja, qui lie le champ de Ballena (Chevron) sur la côte nord-est à Barrancabermeja dans le centre du pays ;
- Barrancabermeja-Nevia-Bogota, qui connecte la capitale au réseau gazier ;
- Mariquita-Cali, à travers les contreforts occidentaux des Andes.

Au début de 2008, le Gazoduc trans-caribéen (ou gazoduc Antonio Ricaurte) a été mis en service, reliant le champ de Ballena au Venezuela ; PdVSA a dépensé 467 M$ pour le financer ; en novembre 2011, les présidents des deux pays ont signé un traité pour le prolonger vers le Panama et l'Équateur ; les volumes contractuels initiaux d'exportation vers le Venezuela étaient de 80 à 150 Mcf (2,3 à 4,2 Mm3/jour), les exportations réelles ont souvent excédé ces niveaux du fait de la demande croissante de gaz naturel pour la production électrique et la ré-injection ; en décembre 2011, le contrat avec PdVSA a été porté à 150 Mcf.

### Charbon

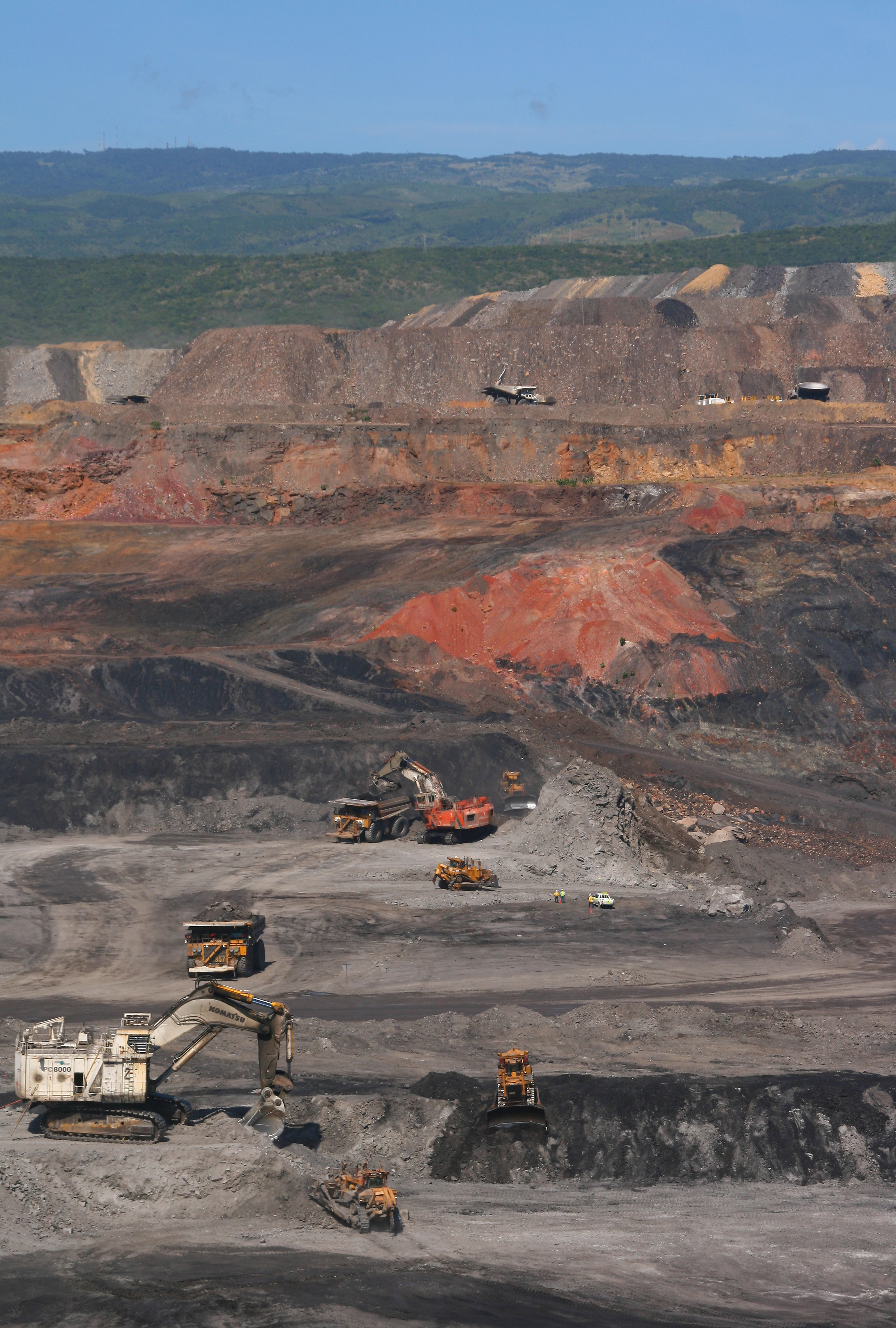
Mine de charbon d'El Cerrejón (photo : décembre 2008).

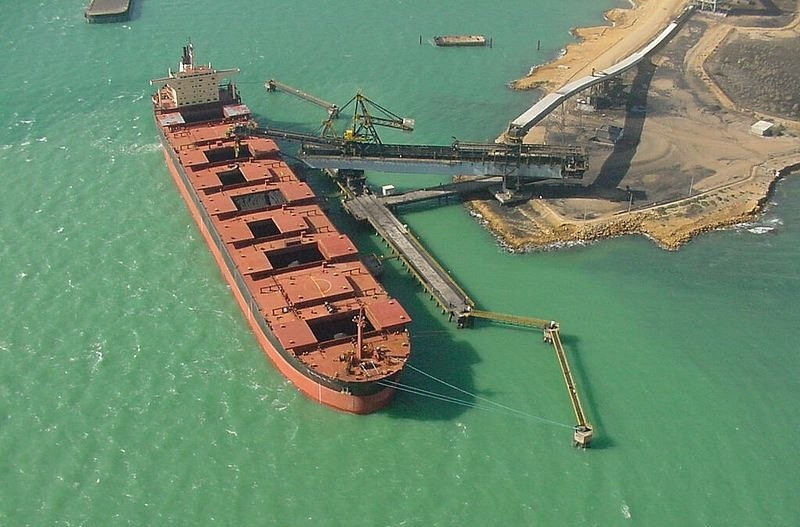
Puerto Bolívar, le principal port d'exportation de charbon de Colombie et d'Amérique du Sud (mars 2013).

#### Réserves de charbon
Les réserves prouvées récupérables de charbon de la Colombie étaient estimées par BGR à 4,55 Gt (milliards de tonnes) fin 2022, soit 0,6 % des réserves mondiales, au 11e rang mondial, et les ressources ultimes supplémentaires à 9,93 Gt. Les réserves prouvées représentaient 83 ans de production au rythme de 2022 (55 Mt). BGR ne mentionne pas de ressources en lignite.
Selon l'Organisation Latino-Américaine de l'Énergie, la Colombie disposait de 5,1 milliards de tonnes de réserves récupérables de charbon (en général bitumineux) en 2010, les plus importantes d'Amérique du Sud. Les gisements sont concentrés dans la péninsule de Guajira au bord de la mer des Caraïbes et dans les contreforts andins ; la production et les infrastructures d'exportation sont situées surtout sur la côte caribéenne. Le charbon colombien produit peu de résidus de combustion, avec une teneur en soufre inférieure à 1 %. Le pays exporte presque toute sa production.

#### Production de charbon
En 2023, la production de charbon de la Colombie s'élevait à 54,5 Mt, soit 1,57 EJ, au 10e rang mondial avec 0,9 % du total mondial ; elle a reculé de 5,9 % en 2023 et de 37 % entre 2013 et 2023.
La Colombie a produit 74 Mt de charbon en 2010 et n'en a consommé que 5 Mt ; selon le Ministère des Mines, la production s'est élevée à 86 Mt en 2011. Elle a doublé depuis 2000, et le gouvernement espère la doubler à nouveau d'ici 2019. Le principal producteur de charbon colombien est le consortium Carbones del Cerrejon, composé de BHP Billiton, Anglo American et Xstrata, chacune détenant 33,33 % des parts. Le consortium exploite le projet Cerrejon Zona Norte (CZN), la plus grande mine de charbon d'Amérique latine et la plus grande mine à ciel ouvert du monde. CZN exploite aussi le chemin de fer et le terminal d'exportation ; il représentait 38 % de la production de charbon du pays en 2011 (28 Mt). La compagnie américaine Drummond exploite le second gisement du pays : La Loma, également un projet intégré mine-chemin de fer-port, qui a produit 24 Mt en 2011 (33 %) ; en juin 2011, Drummond a conclu un partenariat à 80-20 % avec le japonais Itochu Corp, Drummond International, qui a repris ses activités en Colombie ; l'investissement initial de 1,5 Mds $ apporté par Itochu Corp permettra l'extension du projet par la construction d'un nouveau terminal d'exportation, portant la capacité d'export à 35-40 Mt/an, surtout vers l'Asie.
En 1976 commença le développement de la mine de charbon de Cerrejón, dans la Péninsule de Guajira. C'est la plus importante opération minière de Colombie et parmi les plus grandes mines de charbon à ciel ouvert du monde.
D'autres mines de charbon en Colombie sont situées à Sogamoso, Tunja, Paipa, Zipaquirá, Tabio, Neusa, Chinacota et Chitaga.

#### Consommation de charbon
La consommation de charbon en Colombie s'est établie en 2023 à 0,16 EJ, en hausse de 53 % en 2023, soit 0,1 % du total mondial ; elle a reculé de 24 % depuis 2013. Elle absorbe seulement 10 % de sa production.

#### Exportations de charbon
La Colombie a exporté 1,59 EJ de charbon en 2023, soit 4,5 % des exportations mondiales, au 7e rang mondial, derrière l'Indonésie (28,2 %), l'Australie (25,4 %), la Russie (15,2 %), les États-Unis (7,0 %), la Mongolie (5,5 %) et l'Afrique du sud (4,9 %).
Les exportations de charbon de la Colombie s'élevaient en 2022 à 56 Mt, soit 4,1 % des exportations mondiales, au 6e rang mondial, derrière l'Indonésie (34,4 %), l'Australie (25,1 %), la Russie (15,6 %), les États-Unis (5,7 %) et l'Afrique du sud (5,3 %).
La Colombie a produit 1 606 PJ de charbon en 2021, dont 1 676 PJ (104 %) ont été exportés, grâce à un prélèvement de 198 PJ sur les stocks, et 128 PJ consommés dans le pays.

## Secteur électrique

### Production d'électricité
Selon les estimations de l'Energy Institute, la Colombie a produit 93,9 TWh d'électricité en 2023, en hausse de 4,9 % en 2022 et de 34,5 % depuis 2013, soit 0,3 % de la production mondiale. Les énergies renouvelables ont fourni 64,3 TWh, soit 68,5 % de la production d'électricité du pays, dont 59,8 TWh d'hydroélectricité (63,7 %), 0,2 TWh (0,2 %) d'éolien, 1,2 TWh de solaire (1,3 %) et 3,1 TWh d'autres renouvelables (biomasse et déchets) (3,3 %).
La production d'électricité de la Colombie atteignait 84,43 TWh en 2022, répartie en 25 % de combustibles fossiles (gaz naturel : 16,3 %, charbon : 5,4 %, pétrole : 3,3 %) et 75 % d'énergies renouvelables (hydroélectricité : 71,9 %, biomasse : 2,7 %, solaire : 0,4 %, éolien : 0,07 %). Cette production a progressé de 132 % de 1990 à 2022, dont +146 % pour les combustibles fossiles (gaz : +206 %, charbon : +22 %, pétrole : +641 %) et +128 % pour les énergies renouvelables (hydroélectricité : +121 %, biomasse : +719 %).

### Puissance installée
Selon la banque interaméricaine de développement (BID) : « la Colombie possède l'une des matrices de production d'électricité les plus propres au monde. En décembre 2018, la capacité de production installée dans le réseau national interconnecté était de 17 312 MW. Sur cette capacité installée, 68,4 % correspondaient à la production hydraulique, près de 30 % à la production thermique (13,3 % au gaz naturel, 7,8 % aux combustibles liquides et 9,5 % au charbon) et environ 1 % aux sources d'énergies renouvelables non conventionnelles (FNCER) (éolien, solaire et biomasse) ».

### Hydroélectricité

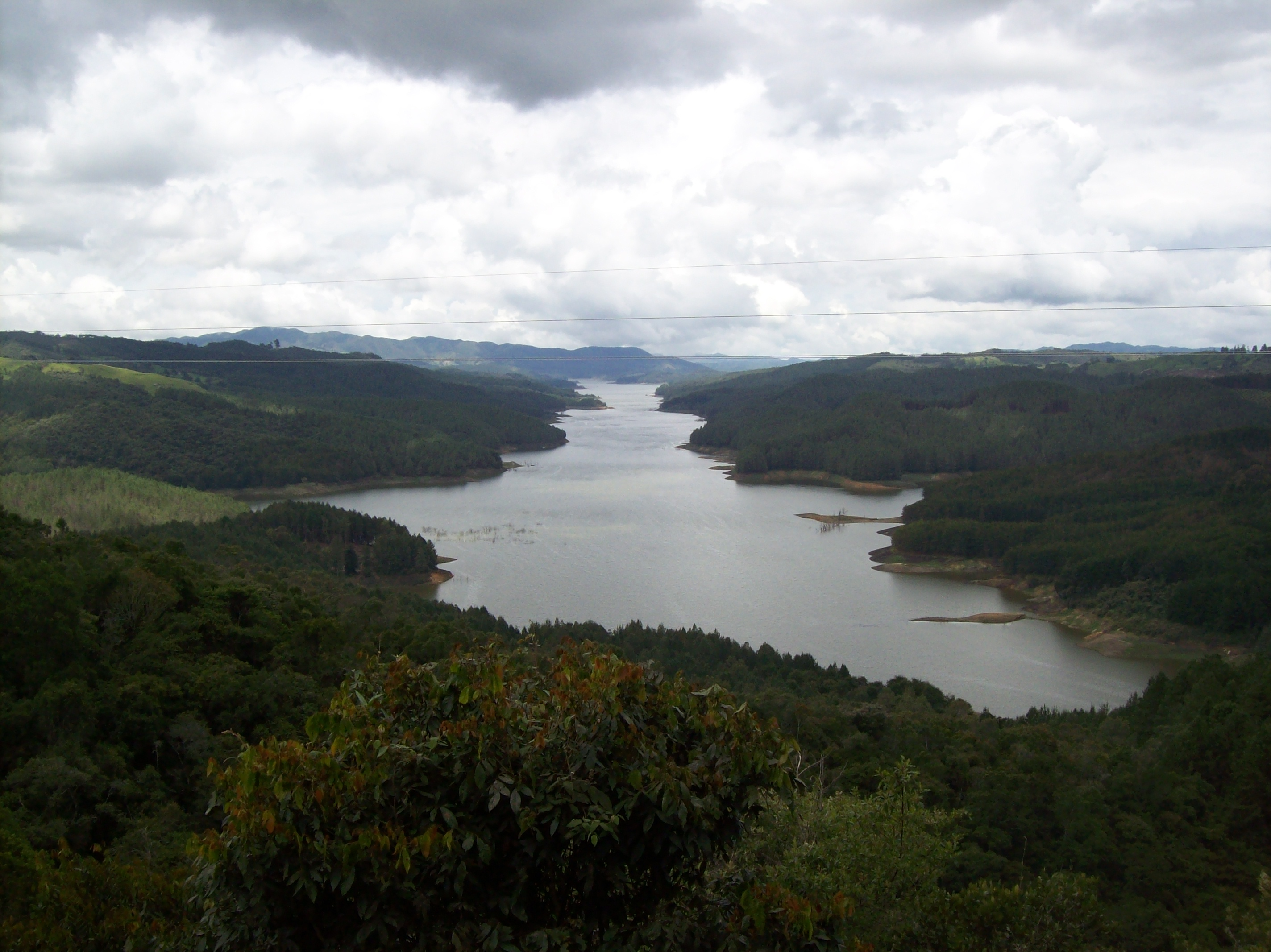
Réservoir Riogrande II, entre Entrerríos et San Pedro de los Milagros.

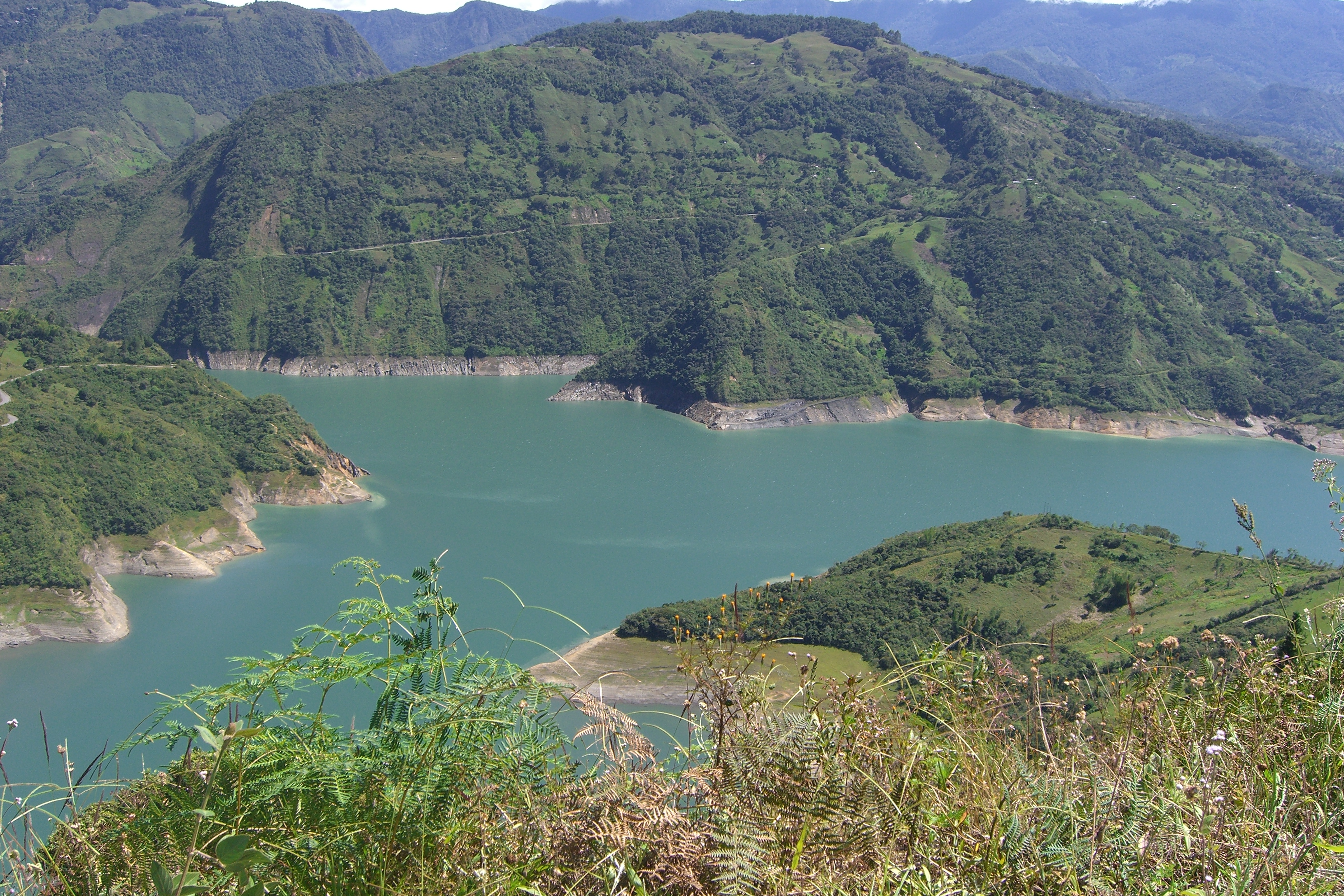
Barrage Alberto-Lleras sur le río Guavio.

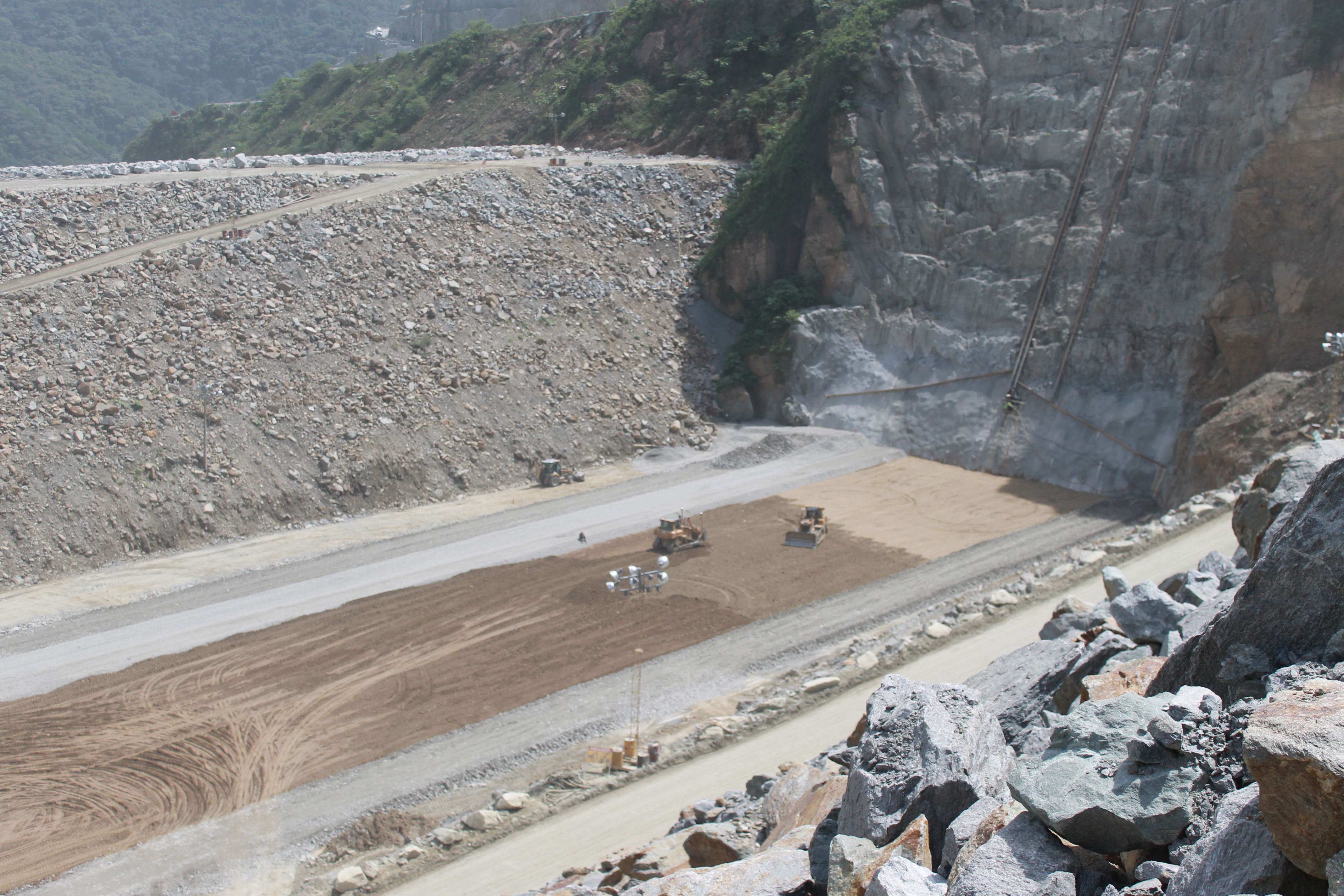
Barrage d'Ituango en construction en 2017.

Selon l'Association internationale de l'hydroélectricité (IHA), la production hydroélectrique de la Colombie s'élevait en 2023 à 60 TWh, soit 8,2 % du total sud-américain, au 3e rang derrière le Brésil (427 TWh) et le Vénézuela (69 TWh), et 1,4 % du total mondial, au 13e rang mondial. La puissance installée de ces centrales s'élevait à 13 206 MW, soit 7,3 % de la puissance installée hydroélectrique en Amérique du Sud (3e rang) et 0,9 % du total mondial. Les quatre projets mis en service en 2023 totalisent 643 MW, faisant de la Colombie le 3e marché mondial de l'année. Les travaux se poursuivent sur le chantier du projet Ituango, dont le coût est estimé à 5,5 millions de dollars, dont un milliard apporté par la Banque interaméricaine de développement.
En 2022, 618 MW ont été mis en service, dont les 600 MW des deux premières turbines de la centrale d'Ituango, et cinq petits projets. A l'achèvement d'Ituango (prévu en 2024), située dans le département d'Antioquia, ses huit turbines (2 400 MW) produiront 17 % de l'électricité du pays.
En 2023, la Colombie a produit 59,8 TWh d'hydroélectricité, en baisse de 7 % par rapport à 2022, mais en hausse de 35 % depuis 2013. Elle se classe au 13e rang mondial avec 1,4 % de la production mondiale, loin derrière la Chine (28,9 %), le Brésil (10,1 %) et le Canada (8,6 %).
En 2021, la production des centrales hydroélectriques colombiennes atteignait 58 TWh, soit 10,2 % du total sud-américain, au 3e rang derrière le Brésil et le Vénézuela, et 1,4 % du total mondial. La puissance installée de ces centrales s'élevait à 11 945 MW, soit 6,8 % de la puissance installée hydroélectrique en Amérique du Sud (3e rang) et 0,9 % du total mondial, au 20e rang mondial. Les travaux ont continué sur le chantier d'Ituango après un incident majeur en 2018 ; son propriétaire Empresas Publicas de Medellin (EPM) a reçu des remboursements d'assurance de 1 milliard de dollars.
En 2019, la Colombie a mis en service 80,6 MW.
Les centrales hydroélectriques représentaient 70 % de la puissance installée électrique de la Colombie et 86 % de sa production d'électricité en 2017, contre une moyenne de 70 % sur les quatre années précédentes, marquées par des sécheresses continuelles, et au-dessus du précédent record : 79 % en 2012.
Le barrage d'Ituango, dont la construction a débuté en 2011 sur le río Cauca, devrait avoir une capacité nominale de 2 400 MW, ce qui en fera le plus grand ouvrage hydroélectrique de Colombie, fournissant 17 % de l'électricité du pays ; sa mise en service est prévue fin 2021.
En 2017, l'ANLA, agence du Ministère de l'environnement et du développement durable, a refusé pour la seconde fois d'accorder la licence environnementale pour le projet hydroélectrique de Cañafisto (960 MW), dont le développeur entreprend une nouvelle étude de faisabilité pour une nouvelle version plus modeste du projet initial, réduite à 380 MW. Durant l'année 2017, la Colombie a augmenté sa puissance installée de 100 MW avec la mise en service de cinq projets de 10 à 20 MW chacun. Au total, 125 projets hydroélectriques sont au stade de la pré-faisabilité selon le Ministère de l'énergie et des mines, avec une puissance totale de 5 600 MW.
Selon les services de l'État, le potentiel restant à équiper en centrales au fil de l'eau atteindrait 56 GW. Les ressources du pays sont concentrées dans le bassin du Río Magdalena, où sont situés 60 % de la puissance installée et la majorité des projets. En 2015, sept nouvelles centrales totalisant 599 MW ont été mises en service, en particulier la centrale El Quimbo (400 MW, production prévue : 2,2 TWh/an), le premier projet hydroélectrique privé mené à bien en Colombie par Emgesa, filiale du groupe italien Enel.
Le barrage Alberto-Lleras, sur le río Guavio, situé dans le département de Cundinamarca, fut achevé en 1992 et est actuellement le 10e plus haut barrage du monde, avec une hauteur de 245 mètres ; sa capacité hydroélectrique est de 1 600 MW.
Le barrage de Riogrande dans le département d'Antioquia, au nord-ouest de Medellin, a une puissance de 75 MW.

### Autres énergies renouvelables
La Colombie a mis longtemps pour mettre à profit ses excellentes ressources éoliennes du fait de nombreux obstacles, mais les sécheresses sévères causées par le phénomène El Niño en 2015-2016 ont mis en lumière la grande vulnérabilité de la Colombie aux effets du changement climatique et déclenché une évolution de la politique énergétique nationale. Un premier appel d'offres en février 2019 a échoué du fait de réglementations anti-trusts. Le deuxième appel d'offres d'énergies renouvelables, en octobre 2019, a sélectionné 7 projets éoliens totalisant 1 174 MW dans le département de La Guajira, qui bénéficieront de contrats de ventes sur 15 ans et devraient entrer en service en 2022. Les enchères ont débouché sur des prix historiquement bas à 28 $/MWh. Le total des projets autorisés atteint 2 530 MW en mars 2020. Le gouvernement prévoit de porter la capacité des énergies renouvelables hors hydro à 17 % en 2030 contre 1 % en 2019, avec de lourds investissements dans les réseaux à haute tension.
La Colombie, qui n'a en 2020 que 19,5 MW d'éolien (parc de Jepírachi), a alloué 2,27 GW de projets éoliens lors de ses deux premiers appels d'offres en 2019 ; leurs mises en service sont attendues à partir de 2022. Fin 2020, 3,16 GW de projets éoliens sont approuvés. Un nouvel appel d'offres est annoncé pour le premier semestre 2021. Le département de La Guajira, au nord du pays, est l'un des sites éoliens les plus favorables en Amérique latine, avec un potentiel estimé par la Banque mondiale à 18 GW, mais une ligne de 470 km à 500 kV doit être construite pour acheminer l'électricité produite dans cette région vers les centres de consommation. Un projet est à l'étude pour un parc en mer de 200 MW au large de Carthagène dont la mise en service est prévue fin 2025.
Le Ministère de l'énergie et des mines dénombre en 2017 plus de 300 projets solaires et éoliens, d'une puissance totale de 2 775 MW. Le pays s'est donné l'objectif de réduire ses émissions de gaz à effet de serre de 20 % d'ici 2030.
Le pays s'est engagé dans une politique de diversification de ses sources d'énergie renouvelables, développant l'éolien et le solaire afin de compenser l'irrégularité de la production hydroélectrique. En juin 2021, le Congrès a approuvé une loi sur la transition énergétique qui promeut l'énergie renouvelable (petite hydraulique comprise), l'hydrogène et le transport durable. Des appels d'offres ont été organisés en 2021 pour les énergies renouvelables et le stockage d'énergie. Le ministère de l'énergie a publié une feuille de route sur l'hydrogène pour les 30 prochaines années.

## Transport

### Réseau d'oléoducs

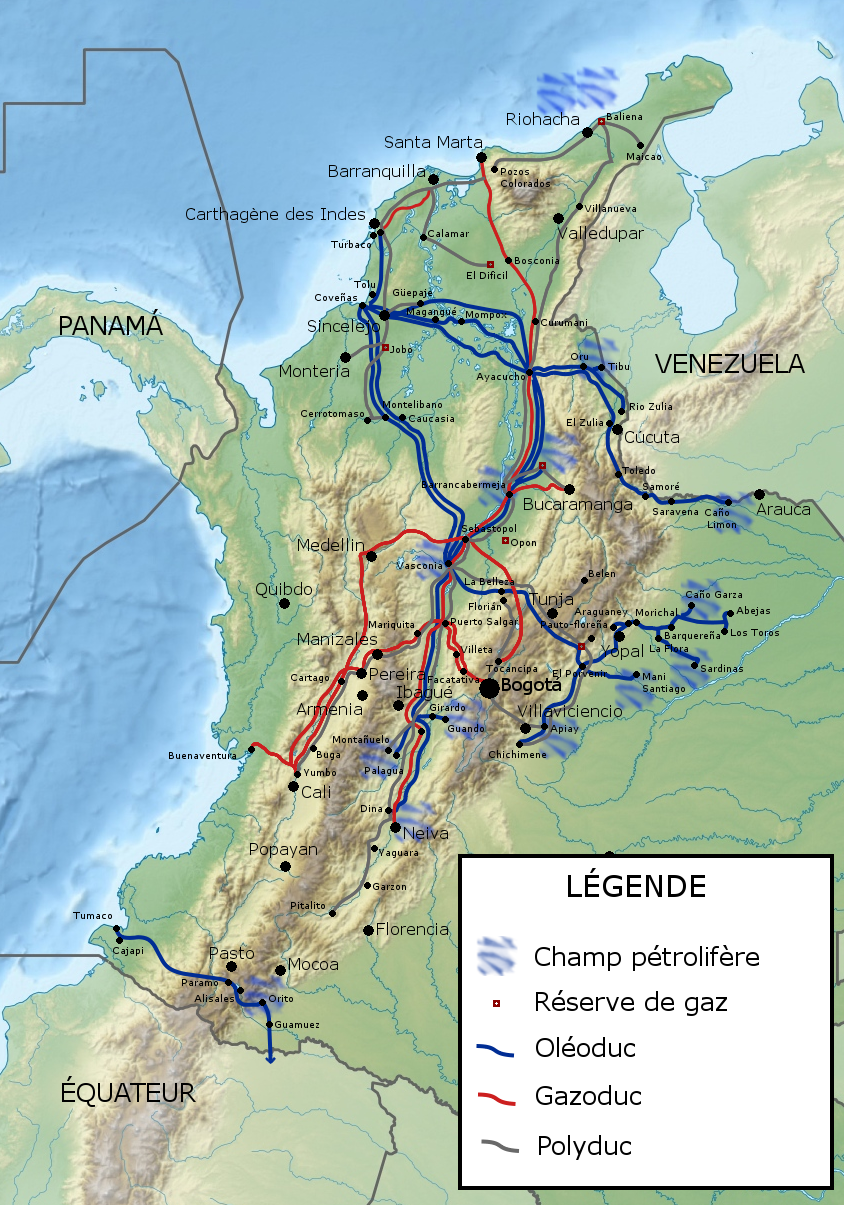
Carte du réseau d'oléoducs de la Colombie en 2010.

Le réseau d'oléoducs comprend en particulier :
- l'Oléoduc Caño Limón-Coveñas (780 km, 220 kbbl/j) qui relie le champ pétrolifère de Caño Limón dans le département d'Arauca, à la frontière avec le Venezuela, au port de Coveñas sur la côte Caraïbe colombienne ; inauguré en avril 1986, il est la propriété conjointe de la société étatique colombienne Ecopetrol et de la compagnie américaine Occidental Petroleum.
- l'Oléoduc Ocensa (829 km, 650 kbbl/j) relie les champs pétrolifères de Cusiana et Cupiagua, dans les contreforts orientaux des Andes, au port de Coveñas sur la côte caribéenne. Il est la propriété d'un consortium composé d'Ecopetrol, BP, Total et Triton Colombia.
- l'Oléoduc transandin (305 km, 190 kbbl/j), construit en 1969, traverse la cordillère des Andes dans le sud du pays, reliant la municipalité de San Miguel (et par delà l'Équateur voisin) au port pacifique de Tumaco ; il est géré par Ecopetrol.
- l'Oléoduc de Colombie (481 km) relie la station de Vasconia, dans la vallée du río Magdalena, au port caribéen de Coveñas ; son parcours suit celui du pipeline Ocensa ; il est détenu à 42,5 % par Ecopetrol.
- l'Oléoduc des Llanos (235 km, 340 kbbl/j) relie le champ pétrolifère de Rubiales, dans le bassin des Llanos, à la station de Monterey, dans le département de Casanare, d'où il est connecté au pipeline Ocensa qui achemine le pétrole vers le port caribéen de Coveñas ; il est la copropriété d'Ecopetrol et de Pacific Rubiales Energy, une compagnie canadienne.
- l'Oléoduc du haut-Magdalena relie les champs pétrolifères situés dans le bassin supérieur du río Magdalena à la station de Vasconia, depuis laquelle le pétrole est acheminé au port caribéen de Coveñas par le pipeline Ocensa ou le pipeline de Colombie ; il est détenu à 49 % par Ecopetrol.

En novembre 2011 Ecopetrol a annoncé la construction de l'oléoduc Bicentenario en partenariat avec un consortium international ; ce projet de 4,2 milliards $ aura un débit maximal de 450 kbbl/j et devait être terminé fin 2012.

### Réseau de gazoducs
Le réseau de gazoducs comprend en particulier :
- le Gazoduc trans-caribéen (224 km) construit de 2006 à 2007, relie Maracaibo dans l'État de Zulia au Venezuela à la réserve de gaz de Puerto Ballena, dans le département de La Guajira, en Colombie, avec une extension prévue vers le Panamá et probablement le Nicaragua. L'opérateur du gazoduc est la compagnie Petróleos de Venezuela.

### Transport d'électricité
Le réseau de transport d'électricité est géré par ISA (Interconexión Eléctrica S.A. E.S.P), qui exploite 40 805 km de lignes à haute tension en Colombie et toute l'Amérique Latine.
La Colombie participe au projet de Système andin d'interconnexion électrique (SINEA) avec l'Équateur, le Pérou, la Bolivie et le Chili ; une ligne d'interconnexion avec l'Équateur, d'une capacité de 300 MW, devrait être achevée en 2018, ainsi qu'une ligne vers le Panama.

## Usage

### Consommation domestique
Selon l'Energy Institute, la consommation d'énergie primaire de la Colombie atteint 2,26 EJ en 2023, en hausse de 2,7 % par rapport à 2022 et de 29 % depuis 2013. Sa part dans la consommation mondiale est de 0,4 %. Elle se répartit en 71 % de combustibles fossiles (pétrole : 43 %, gaz naturel : 21 %, charbon : 7 %) et 29 % d'énergies renouvelables, dont hydroélectricité : 25 %. Sa consommation par habitant est de 43,3 GJ, soit 56 % de la moyenne mondiale, 68 % de celle du Brésil et 32 % de celle de la France. Les conventions de l'Energy Institute diffèrent sensiblement de celles de l'AIE.
La consommation intérieure d'énergie primaire de la Colombie en 2021 se répartit en 75 % de combustibles fossiles (pétrole : 45,5 %, gaz naturel : 22,4 %, charbon : 7,2 %) et 25 % d'énergies renouvelables (biomasse-déchets : 12,5 %, hydroélectricité : 12,3 %, éolien et solaire : 0,1 %).
La répartition de la consommation d'énergie finale de la Colombie (après raffinage ou transformation en électricité et transport) était la suivante en 2021 : 48,5 % de produits pétroliers, 11,0 % de gaz naturel, 7,1 % de charbon, 14,3 % de biomasse et déchets et 19,2 % d'électricité et sa répartition par secteur de consommation : 39,5 % pour les transports, 25,2 % pour l'industrie, 19,3 % pour le secteur résidentiel, 5,8 % pour le secteur tertiaire, 1,5 % pour l'agriculture et 3,6 % pour les usages non énergétiques (chimie).
La consommation finale d'électricité était en 2021 de 70,2 TWh, en progression de 161 % par rapport à 1990, répartie en 33,3 % pour l'industrie, 0,1 % pour les transports, 34,5 % pour le secteur résidentiel, 23,3 % pour le secteur tertiaire, 1,2 % pour l'agriculture.
Avec une consommation d'électricité par habitant de 1,6 MWh en 2022, la Colombie est 56 % au-dessous de la moyenne mondiale : 3,4 MWh et 38 % au-dessous de celle de l'Amérique latine : 2,6 MWh.

### Exportations

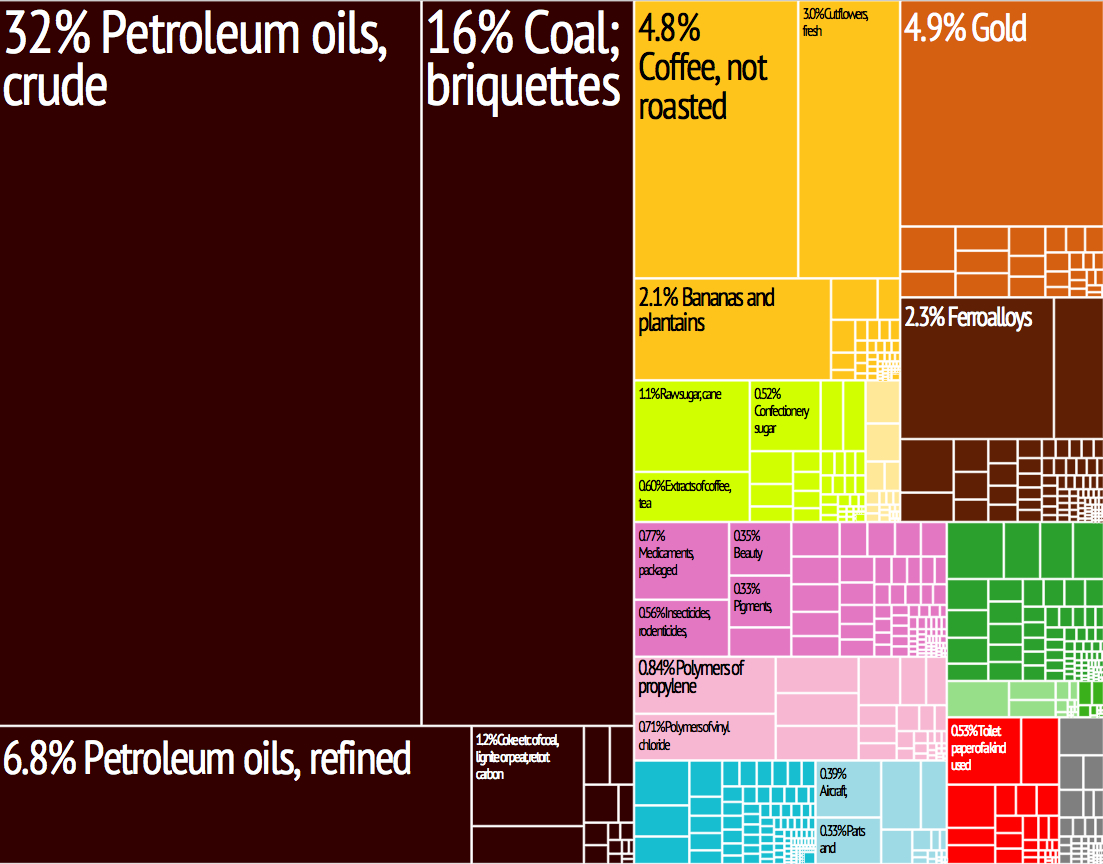
Exportations de la Colombie selon le MIT Harvard Economic Observatory (2012).

Le graphique ci-contre permet de constater que les combustibles fossiles représentaient la majeure partie (56 %) des exportations colombiennes en 2012.
En 2016, selon la même source, les combustibles fossiles représentent encore 49 % des exportations colombiennes.
Les exportations de pétrole sont destinées surtout aux États-Unis qui ont reçu 422 kbbl/j de brut et produits pétroliers de Colombie en 2011 ; ensuite viennent la Chine et le Japon.
La Colombie a exporté 69 Mt en 2010, surtout vers l'Europe (48 %), l'Amérique du Sud (14 %) et les États-Unis (17 %). Le charbon est le second produit d'exportation colombien après le pétrole et représentait 15 % des revenus d'exportation en 2010, et 75 % des importations U.S. de charbon (13 Mt) ; en 2011, les importations U.S. ont décliné, mais la part de la Colombie est restée la même : 8,6 Mt (73 %) ; la part de l'Asie dans les exportations de charbon colombiennes est passée de moins de 1 % en 2009 à 12,7 % en 2010 dont plus de la moitié pour la Chine. En mai 2012, le président colombien a rencontré son homologue chinois à Pékin pour examiner les projets d'investissements chinois dans le charbon colombien et la construction d'un chemin de fer vers la côte du Pacifique pour faciliter les exportations vers l'Asie.

## Impact environnemental
Les émissions de gaz à effet de serre (GES) dues à la combustion en Colombie s'élevaient en 2023 à 75,6 Mt d'équivalent CO2, en hausse de 53 % par rapport à 1990.
Les émissions de CO2 dues à la combustion par habitant étaient en 2023 de 1,44 t CO2, inférieures de 66 % à la moyenne mondiale : 4,29 t/hab (en 2022), de 62 % à celle de la France : 3,83 t/hab, de 77 % à la moyenne des Amériques : 6,40 t/hab (en 2022) et de 89 % à celle des États-Unis : 13,53 t/hab.
Voici l'évolution de ces émissions liées à l'énergie, comparée à celle de l'Union européenne :
|                                             | 1971 | 1990 | 2023 | var. 2023/1971 | var. 2023/1990 | var.UE27 2023/1990 |
| Émissions GES (Mt CO2)                      | 28,6 | 49,3 | 75,6 | +164 %         | +53 %          | -34 %              |
| Émissions CO2/habitant (t CO2)              | 1,25 | 1,45 | 1,44 | +15 %          | -1 %           | -39 %              |
| Source : Agence internationale de l'énergie |      |      |      |                |                |                    |

| Combustible                                 | 1971 Mt CO2 | 1990 Mt CO2 | 2023 Mt CO2 | %     | var. 2023/1990 | var. UE27 2023/1990 |
| ------------------------------------------- | ----------- | ----------- | ----------- | ----- | -------------- | ------------------- |
| Charbon                                     | 6,2         | 13,4        | 11,7        | 15 %  | -13 %          | -67 %               |
| Pétrole                                     | 18,2        | 26,4        | 45,1        | 60 %  | +71 %          | -22 %               |
| Gaz naturel                                 | 2,6         | 7,6         | 17,5        | 23 %  | +130 %         | +15 %               |
| Total                                       | 28,6        | 49,3        | 75,6        | 100 % | +53 %          | -34 %               |
| Source : Agence internationale de l'énergie |             |             |             |       |                |                     |

| | Émissions 2022      | part du secteur | Émissions/habitant | Émiss./hab. UE-27 |
| Secteur | Millions tonnes CO2 | %               | tonnes CO2/hab.    | tonnes CO2/hab.   |
| Secteur énergie hors élec. | 4,9                 | 7 %             | 0,10               | 0,33              |
| Industrie et construction | 14,0                | 19 %            | 0,28               | 1,28              |
| Transport | 36,2                | 49 %            | 0,71               | 1,60              |
| dont transport routier | 35,8                | 49 %            | 0,70               | 1,50              |
| Résidentiel | 12,3                | 17 %            | 0,24               | 1,03              |
| Tertiaire | 4,0                 | 5 %             | 0,08               | 0,65              |
| Total | 73,3                | 100 %           | 1,44               | 5,05              |
| Source : Agence internationale de l'énergie * après ré-allocation des émissions de la production d'électricité et de chaleur aux secteurs de consommation. |                     |                 |                    |                   |

La prépondérance du transport routier dans les émissions de CO2 est particulièrement marquée. La faiblesse des émissions de la Colombie par rapport à celles de l'UE s'étend à tous les secteurs.